# 劉宗祥
劉宗祥（？—？），號梧陽，明朝湖廣省黃州府黃岡縣（今湖北省黃岡縣）人，明朝政治人物、同進士出身。

## 生平
明朝萬曆四十三年（1615年）乙卯科湖广乡试舉人，天啟五年（1625年），登乙丑科進士。授金坛知县，正直不避权贵，奸猾敛迹。时海盗王武烈为乱，宗祥捕得之，馀党愤起，人皆危惧，宗祥悉平之。崇禎年間，任江西道試御史。后實授監察御史。崇禎五年，巡按江西，条陈兴利除害数事，称旨。继按四川，入觐，面劾少宰张捷行私，捷坐免。时侯良柱、秦良玉讨平奢贼，赏格不行，宗祥上其状，始录前功，事见《明史》。进太仆寺少卿，管東路。崇禎十二年，以右僉都御史，任江西巡撫，致仕归。

## 家族
祖劉珙，父劉功允。